# ティトゥス・アンニウス・ルスクス
ティトゥス・アンニウス・ルスクス（ラテン語: Titus Annius Luscus、生没年不詳）は紀元前2世紀中頃の共和政ローマの政務官。紀元前153年にコンスル（執政官）を務めた。紀元前133年にはティベリウス・センプロニウス・グラックス（グラックス兄弟の兄）に対する主たる反対者の一人となった。

## 出自
ルスクスはプレブス（平民の）のアンニウス氏族の出身である。アンニウス氏族はラティウムに起源を持ち、紀元前2世紀になって高位官職者を出すようになった。
カピトリヌスのファスティによると、ルスクスの父のプラエノーメン（第一名、個人名）はティトゥスで、祖父は不明である。父ティトゥスは紀元前172年にマケドニア王ペルセウスに派遣されたレガトゥス（外交使節）および紀元前169年に植民都市アクイレイア拡張の三人委員を務めた人物と思われる。

## 経歴
ルスクスの早期の政治歴に関しては不明である。紀元前153年に執政官に就任していることから逆算し、歴史学者ブロートンは遅くとも紀元前156年にはプラエトル（法務官）を務めたはずとしている。当時のウィッリウス法で執政官から法務官まで3年の間隔が求められていたためだ。執政官の同僚は、やはりプレブスのクィントゥス・フルウィウス・ノビリオルであった。
次にルスクスが資料に登場するのは紀元前133年のことで、彼は存命中の執政官経験者の中で最高齢の一人であった。このとき、護民官に就任したグラックス兄は、元老院の意向に反した改革（センプロニウス農地法）を実行しようとしたが、ルスクスはこれに反対する門閥派の有力人物の一人であった。この法案はもう一人の護民官マルクス・オクタウィウスが拒否権を行使したことによって一旦は廃案となったが、グラックスはオクタウィウスを解任する法（Lex Sempronia de magistratu M. Octavio abrogando、護民官が初めて途中解任された）をプレブス民会で成立させた。
これに対してルスクスは、元老院で演説し、オクタウィウスの解任に反対した。ある研究者によると、ルスクスはグラックスがオクタウィウスの拒否権を覆したことは違法であると非難し、その際に法廷での対決を申し出ている。グラックスはこれを受け入れたが、対決は裁判官の前ではなく、民会の前で行うとした。聴衆は、ルスクスを力づくでもフォルム・ロマヌムに連れてくるよう要求した。ルスクスは聴衆の前で、演壇に向かって演説し、一つのトリッキーな質問でグラックスを黙らせた。「もし貴殿が私に恥を欠かせ、不名誉を着せようとするのなら、私はあなたの同僚の一人（オクタウィウス）に弁護を求めよう。その同僚が私を擁護するために立ち上がると貴殿は反対し、単に感情にかられてその男を物理的に排除するだろうか？」グラックスはオクタヴィウスに対する彼の行動が元老院の間で、さらには民衆の間で彼の悪評を獲得していたことに気づき、黙るしかなかった。会議は解散した。
多くの研究者は、このエピソードを、反グラックス派の影響を受けていると考えている。これは、政治家が庶民からの大規模な圧力を受け、民衆集会に呼び出された最古の例である。
ルスクスの没年は不明である。

## 子孫
紀元前128年の執政官ティトゥス・アンニウス・ルスクス・ルフスは息子と思われる。歴史学者ドルーマンは、プブリウス・クロディウス・プルケルを殺害したティトゥス・アンニウス・ミロはルスクスの玄孫と考えている。

## 人物
キケロはルスクスをかなり雄弁な人物と評している。プルタルコスは「正義や節制にはあまり定評がなかったが、質問に答えることで有名な人物」と述べている。

## 参考資料

### 古代の資料
- カピトリヌスのファスティ
- ティトゥス・リウィウス『ローマ建国史』
- プルタルコス『対比列伝』
- マルクス・トゥッリウス・キケロ『ブルトゥス』

### 研究書
- Korolenkov A. Tiberius Gracchus and Annius Lusk // Studia Historica. - 2010. - number the X . - S. 78-88 .
- Rotondi, Giovanni (1912). Leges publicae populi romani. Società Editrice Libraria
- Broughton, T. R. S. (1951). The Magistrates of the Roman Republic Vol.1. American Philological Association
- Klebs E. Annius 64 // Paulys Realencyclopädie der classischen Altertumswissenschaft . - 1894. - Bd. I, 2. - Kol. 2270